# Nenad Lukić
Nenad Lukić (in serbo Ненад Лукић?; Sremska Mitrovica, 2 settembre 1992) è un calciatore serbo, attaccante del Voždovac.

## Caratteristiche tecniche
Punta centrale naturale, ad inizio carriera è stato impiegato come seconda punta.

## Carriera

### Club
Si forma nel Partizan Belgrado, a 18 anni debutta nel mondo del professionismo con il Teleoptik, ben figurando con tre reti in 14 presenze, la stagione successiva si trasferisce in Bulgaria con il Lokomotiv Plovdiv, non incidendo e chiudendo il campionato con nessun gol in 13 partite, deludendo le aspettative e lasciando il club al termine della stagione. Successivamente ritorna in patria dove è di passaggio al Rad Belgrado e poi al Donji Srem, venendo impiegato come seconda punta, terminando la stagione da titolare con ben 34 presenze ma con un solo gol all'attivo, messo a segno nella fattispecie contro lo Spartak Subotica. Nell'annata 2014-2015 viene acquistato dallo Spartak Subotica, ma anche qui impiegato come seconda punta delude le aspettative rimanendo a secco di gol, tranne l'unica marcatura effettuata in Coppa di Serbia. La stagione seguente cambia ancora squadra, scendendo di categoria e andando a giocare nella seconda serie serba con il Bežanija. Con la squadra dell'omonima cittadina fornisce grandi prestazioni, vincendo a fine campionato il titolo di capocannoniere e aiutando la squadra a terminare al quinto posto finale. Il campionato 2016-2017 lo comincia con il Radnik Surdulica in massima serie, ma dopo appena due mesi, si trasferisce nuovamente in seconda serie con lo Zemun, tornando nuovamente a fornire ottime prestazioni, riuscendo ad andare in doppia cifra e sfiorando di un punto la vittoria del campionato arrivando al secondo posto finale. Nell'estate 2017 ritorna per la seconda volta al Rad, dove rimane fino a febbraio 2018, dopo il passaggio al Borac Čačak, terminando un'annata complessivamente inferiore alle aspettative. Il campionato 2018-2019 lo vede tornare nuovamente in Prva Liga, ovvero in seconda serie serba, firmando con l'Inđija. Dopo una prima parte di stagione giocata ad alta intensità con 13 reti, a gennaio 2019 passa all'ambizioso Bačka Topola, vincendo subito il campionato e venendo promosso per la prima volta in Superliga. Nel corso dell'anno diviene un punto fisso dell'attacco della squadra bianco celeste, riuscendo a far raggiungere grazie alle ottime prestazioni importanti traguardi alla società, riuscendo a segnare nell'arco di due stagioni e mezzo complessivamente 47 reti in 91 presenze, entrando nella storia del club e nella top 5 dei marcatori di tutti i tempi. A luglio 2021 dopo aver cominciato il campionato in Serbia, viene acquistato a titolo definitivo dall'Honvéd, firmando un contratto biennale. Il 6 novembre, segnando nel match perso 5-3 contro il Debrecen, mette a segno la marcatura numero 100 in carriera. A fine stagione dopo la retrocessione in NBII lascia la squadra di Kispest dopo due stagioni con 61 presenze e 28 reti, firmando con i cinesi dello Changchun Yatai. Arrivato nella seconda metà del campionato, non riesce mai a giocare tutti i 90 minuti, entrando il più delle volte dalla panchina, dopo aver deluso le aspettative con 8 presenze e nessun gol, il 4 gennaio 2024 torna in Ungheria firmando un contratto di un anno e mezzo con il Gyor in NBII la seconda serie nazionale, torna al gol già la partita successiva all'esordio risultando fondamentale per rimontare il Csákvár vincendo così 2-1.

### Nazionale
Con l'Under-17 ha totalizzato 5 incontri e due reti nel biennio 2008-2009, successivamente ha fatto parte dell'Under-18, giocando alcuni match di qualificazione all'Europeo di categoria. Nel 2010 entra a far parte dell'Under-19, dove ben figura con sei reti in otto partite, prima di venire promosso in Under-20. Nel 2013 è convocato con la nazionale B, rimanendo tuttavia in panchina. Mentre a fronte delle ottime prestazioni fornite al Bačka Topola, nel gennaio 2021 viene convocato in nazionale maggiore dal CT Ilija Stolica per le gare amichevoli contro Repubblica Dominicana e Panama, scendendo in campo in entrambe le occasioni.

## Statistiche

### Presenze e reti nei club
Statistiche aggiornate al 23 marzo 2024.
| Stagione                 | Squadra                  | Campionato               | Campionato | Campionato | Coppe nazionali | Coppe nazionali | Coppe nazionali | Coppe continentali | Coppe continentali | Coppe continentali | Altre coppe | Altre coppe | Altre coppe | Totale | Totale |
| Stagione                 | Squadra                  | Comp                     | Pres       | Reti       | Comp            | Pres            | Reti            | Comp               | Pres               | Reti               | Comp        | Pres        | Reti        | Pres   | Reti   |
| ------------------------ | ------------------------ | ------------------------ | ---------- | ---------- | --------------- | --------------- | --------------- | ------------------ | ------------------ | ------------------ | ----------- | ----------- | ----------- | ------ | ------ |
| gen.-giu. 2010           | Teleoptik                | PL                       | 8          | 0          | CS              | -               | -               |                    | -                  | -                  |             | -           | -           | 8      | 0      |
| 2010-gen. 2011           | Teleoptik                | PL                       | 14         | 3          | CS              | 2               | 0               |                    | -                  | -                  |             | -           | -           | 16     | 3      |
| Totale Teleoptik         | Totale Teleoptik         | Totale Teleoptik         | 22         | 3          |                 | 2               | 0               |                    | -                  | -                  |             | -           | -           | 24     | 3      |
| gen.-giu. 2011           | Lokomotiv Plovdiv        | A-PFG                    | 3          | 0          | CB              | -               | -               |                    | -                  | -                  |             | -           | -           | 3      | 0      |
| 2011-2012                | Lokomotiv Plovdiv        | A-PFG                    | 10         | 0          | CB              | 0               | 0               |                    | -                  | -                  |             | -           | -           | 10     | 0      |
| Totale Lokomotiv Plovdiv | Totale Lokomotiv Plovdiv | Totale Lokomotiv Plovdiv | 13         | 0          |                 | 0               | 0               |                    | -                  | -                  |             | -           | -           | 13     | 0      |
| 2012-gen. 2013           | Rad Belgrado             | SL                       | 0          | 0          | CS              | 0               | 0               |                    | -                  | -                  |             | -           | -           | 0      | 0      |
| gen.-giu. 2013           | Donji Srem               | SL                       | 12         | 0          | CS              | -               | -               |                    | -                  | -                  |             | -           | -           | 12     | 0      |
| 2013-2014                | Donji Srem               | SL                       | 22         | 1          | CS              | 3               | 1               |                    | -                  | -                  |             | -           | -           | 25     | 2      |
| Totale Donji Srem        | Totale Donji Srem        | Totale Donji Srem        | 34         | 1          |                 | 3               | 1               |                    | -                  | -                  |             | -           | -           | 37     | 2      |
| 2014-2015                | Spartak Subotica         | SL                       | 19         | 0          | CS              | 3               | 1               |                    | -                  | -                  |             | -           | -           | 22     | 1      |
| 2015-2016                | Bežanija                 | PL                       | 26         | 15         | CS              | 1               | 0               |                    | -                  | -                  |             | -           | -           | 27     | 15     |
| lug.-ago. 2016           | Radnik Surdulica         | SL                       | 6          | 0          | CS              | 0               | 0               |                    | -                  | -                  |             | -           | -           | 6      | 0      |
| ago. 2016-2017           | Zemun                    | PL                       | 27         | 10         | CS              | 1               | 0               |                    | -                  | -                  |             | -           | -           | 28     | 10     |
| 2017-feb. 2018           | Rad Belgrado             | SL                       | 21         | 1          | CS              | 2               | 0               |                    | -                  | -                  |             | -           | -           | 23     | 1      |
| Totale Rad Belgrado      | Totale Rad Belgrado      | Totale Rad Belgrado      | 21         | 1          |                 | 2               | 0               |                    | -                  | -                  |             | -           | -           | 23     | 1      |
| feb.-giu. 2018           | Borac Čačak              | SL                       | 11         | 1          | CS              | -               | -               |                    | -                  | -                  |             | -           | -           | 11     | 1      |
| 2018-gen. 2019           | Inđija                   | PL                       | 22         | 13         | CS              | 0               | 0               |                    | -                  | -                  |             | -           | -           | 22     | 13     |
| gen.-giu. 2019           | TSC Bačka Topola         | PL                       | 15         | 9          | CS              | -               | -               |                    | -                  | -                  |             | -           | -           | 15     | 9      |
| 2019-2020                | TSC Bačka Topola         | SL                       | 30         | 16         | CS              | 2               | 0               |                    | -                  | -                  |             | -           | -           | 32     | 16     |
| 2020-2021                | TSC Bačka Topola         | SL                       | 37         | 18         | CS              | 3               | 2               | UEL                | 2                  | 1                  |             | -           | -           | 42     | 21     |
| lug. 2021                | TSC Bačka Topola         | SL                       | 2          | 1          | CS              | -               | -               |                    | -                  | -                  |             | -           | -           | 2      | 1      |
| Totale Bačka Topola      | Totale Bačka Topola      | Totale Bačka Topola      | 84         | 44         |                 | 5               | 2               |                    | 2                  | 1                  |             | -           | -           | 91     | 47     |
| 2021-2022                | Honvéd                   | NBI                      | 32         | 15         | MK              | 3               | 2               |                    | -                  | -                  |             | -           | -           | 35     | 17     |
| 2022-2023                | Honvéd                   | NBI                      | 29         | 13         | MK              | 2               | 0               |                    | -                  | -                  |             | -           | -           | 25     | 11     |
| Totale Honvéd            | Totale Honvéd            | Totale Honvéd            | 61         | 28         |                 | 5               | 2               |                    | -                  | -                  |             | -           | -           | 66     | 30     |
| 2023                     | Changchun Yatai          | CSL                      | 8          | 0          | CC              | 1               | 0               | -                  | -                  | -                  | -           | -           | -           | 9      | 0      |
| gen.-giu. 2024           | Gyor                     | NBII                     | 7          | 1          | MK              | -               | -               |                    | -                  | -                  |             | -           | -           | 7      | 1      |
| Totale carriera          | Totale carriera          | Totale carriera          | 361        | 117        |                 | 23              | 6               |                    | 2                  | 1                  |             | -           | -           | 387    | 124    |

### Cronologia presenze e reti in nazionale
| Cronologia completa delle presenze e delle reti in nazionale ― Serbia | Cronologia completa delle presenze e delle reti in nazionale ― Serbia | Cronologia completa delle presenze e delle reti in nazionale ― Serbia | Cronologia completa delle presenze e delle reti in nazionale ― Serbia | Cronologia completa delle presenze e delle reti in nazionale ― Serbia | Cronologia completa delle presenze e delle reti in nazionale ― Serbia | Cronologia completa delle presenze e delle reti in nazionale ― Serbia | Cronologia completa delle presenze e delle reti in nazionale ― Serbia |
| Data                                                                  | Città                                                                 | In casa                                                               | Risultato                                                             | Ospiti                                                                | Competizione                                                          | Reti                                                                  | Note                                                                  |
| --------------------------------------------------------------------- | --------------------------------------------------------------------- | --------------------------------------------------------------------- | --------------------------------------------------------------------- | --------------------------------------------------------------------- | --------------------------------------------------------------------- | --------------------------------------------------------------------- | --------------------------------------------------------------------- |
| 26-1-2021                                                             | Santo Domingo                                                         | Rep. Dominicana                                                       | 0 – 0                                                                 | Serbia                                                                | Amichevole                                                            | -                                                                     | 46’                                                                   |
| 29-1-2021                                                             | Panama                                                                | Panama                                                                | 0 – 0                                                                 | Serbia                                                                | Amichevole                                                            | -                                                                     | 72’                                                                   |
| Totale                                                                |                                                                       | Presenze                                                              | 2                                                                     |                                                                       | Reti                                                                  | 0                                                                     |                                                                       |

## Palmarès

### Club

#### Competizioni nazionali
- Prva Liga Srbija: 1

TSC Bačka Topola: 2018-2019

### Individuale
- Capocannoniere della Prva Liga Srbija: 1

2015-2016 (15 gol)
- Capocannoniere del campionato serbo: 1

2019-2020 (16 gol, a pari merito con Nikola Petković e Vladimir Silađi)